# شاه احمد (صفوی)
سید احمد شاه، (زاده ۱۱۱۰ قمری/ ۱۷۰۰ میلادی اصفهان – درگذشته ۱۱۴۰ قمری/ ۱۷۲۸ میلادی اصفهان) با نام اصلی سید احمد میرزا مرعشی صفوی، از نوادگان شاه عباس یکم، یکی از مدعیان سلطنت خاندان صفوی بعد از سقوط اصفهان بود که توانست به مدت تقریبا دو سال سلطنت کند.
قلمرو فعالیت و جغرافیای سیاسی حکومت سید احمد شاه از آغاز قیام تا لحظه دستگیری‌اش، منطقهٔ وسیعی در مرکز، شرق و جنوب ایران بود. این وسعت قلمرو در اوج اعتبار و قدرت او بود؛ زیرا وی در آغاز پادشاهی فقط کرمان را در اختیار داشت.

## اصالت و تبار
پدر وی، ابوالقاسم میرزا فرزند میرزا محمد داوود مرعشی از متوالیان آستان قدس رضوی پسر عزشرف بیگم دختر جهان‌بانو بیگم دختر زبیده بیگم دختر شاه عباس بود. مادر احمد میرزا، دختر میرزا ابراهیم پسر خلیفه سلطان و جان‌ آغا بیگم دختر شاه عباس بود. احمد میرزا از طرف پدر و مادر به خاندان‌های مرعشیان اصفهان و صفویان می‌رسد.

## پیش از پادشاهی
احمد میرزا پس از خروج از اصفهان، در قزوین و آذربایجان همراه شاه تهماسب دوم بود، اولین حرکت جدایی طلبانهٔ او از تبریز شروع شد و این حرکت احمد میرزا اقدام مهمی در شکل دهی ادعاهای بعدی او بود. محمد هاشم میرزا و میرزا محمد خلیل که از خویشاوندان سید احمد میرزا بودند، خروج وی از نیروهای شاه تهماسب را به دلیل شراب‌خواری و خوش‌گذرانی بسیار شاه، هم‌چنین که او نسبت به اوضاع بی‌توجه و بازیچه دست اطرافیانش بود و احمد میرزا او را لایق پادشاهی نمی‌دانست. هلندی‌های حاضر در اصفهان ضمن توجه به برخی ازدلایل یادشده تأکید می‌کنند بی‌توجهی‌اش به اندرزهای سید احمد موجب شد که این مرد از شاهزاده گسسته و خود قیامی را علیه افغان‌ها سازمان دهد.
از گزارش‌های منابع شکل ثابت و منظمی در مورد سیر فعالیت‌های احمد میرزا نمی‌توان یافت. او در آغاز فعّالیتش، با جعل مهر شاه تهماسب به وسیله حکاک‌هایی که همراه داشت، خود را سپهسالار فارس معرفی کرد که برای مقابله با افغان‌ها آمده‌است. در این فرمان جعلی از شاه تهماسب به سرداران و امرای فارس احمد میرزا به مقام خانی و سپهسالاری ارتقا یافته و از مخاطبان خواسته شده بود که او را در دفع افغان‌ها یاری نمایند. بر این اساس، احمد در آغاز فعّالیتش ادعای مستقلی نداشت؛ حکم خود را ظاهراً از شاه گرفت و به عبارتی، نمایندهٔ شاه صفوی در منطقة فارس بود.

## حاکمیت فارس
احمد میرزا پس از ورود به فارس در سال ۱۱۳۷ (۱۷۲۵. م) با استقبال گسترده مردم رو به رو شد. او از زبردست خان حاکم افغانی فارس شکست خورد اما بعداً در مناطق شرقی و جنوبی کشور موفقیت‌های زیادی به دست آورد.
از جمله موفقیت‌های سید احمد میرزا، در اختیار گرفتن سپاهی حدود شش هزار نفر و همراه داشتن روسای شهرهای فسا، داراب، نی‌ریز، استهبان، خفر و شهرهای دیگر بود، هم‌چنین سرکوب افغان‌ها در ناحیهٔ جهرم و تضعیف توان آن‌ها در ناحیه شیراز و لار از نتایج این دیگر موفقیت‌های او بود اما این موفقیت‌ها چندان دوام نیافت. انتشار اخبار فعالیت‌های احمد میرزا و تجمع عده زیادی در اطراف وی و رسیدن خبر این موفقیت‌ها به شاه تهماسب، شاه صفوی را به تحرک علیه احمد میرزا واداشت.

### دستگیری و زندانی شدن
شاه تهماسب تحت تأثیر برخی نزدیکان خود، برای برخورد با احمد میرزا، ولی محمدخان شاملو را به حکومت کرمان و شاه‌وردی خان کرد را سپهسالار فارس تعیین کرد و با صدور فرمان‌ها و دستورهایی سید احمد میرزا را باغی و طاغی خواند و از تمام مردم به ویژه سرداران فارس و کرمان خواست تا احمد میرزا را دستگیر کنند و او را به شاه‌وردی خان تحویل دهند. با رسیدن نامه شاه تهماسب و اطلاع مردم ابرکوه از جعلی بودن فرمان‌های سابق شاه، سید احمد میرزا را دستگیر و مدتی زندانی نمودند اما بعد از دو ماه توانست از زندان فرارکند و فعالیت‌های پیشین خود را ادامه دهد. این اقدام شاه تهماسب، سید احمد را در مقابل نیروهای صفوی قرار داد و باعث جنگ داخلی، خاندان صفوی شد.
سید احمد میرزا نیرو جمع‌آوری کرد و دوبار با سپاه صفوی جنگید. او شاه‌وردی‌خان را در داراب و ولی محمدخان را در کرمان شکست داد و آن‌ها را زندانی کرد سپس وارد کرمان شد و تمامی سرداران این شهر از وی اطاعت کردند.

## تاج‌گذاری
سید احمد میرزا بعد از ورود به کرمان در ۱۴ ربیع‌الاول سال ۱۱۳۹ تاج‌گذاری و بر تخت سطنت نشست، به نام او خطبه خواندند و برایش سکه ضرب کردند.
روی سکه‌های وی نوشته شد :
| سکه زد در هفت کشور چتر زد چون مهر و ماه |
| وارث ملک سلیمان گشت احمد پادشاه         |

سجع مهر وی نوشته شد :
| تاج فرق شاهان احمد است |

شاه احمد پس از تاج‌گذاری، ولی محمد خان حاکم پیشین کرمان را آزاد و به‌عنوان اعتمادالدوله و وزیر اعظم، طالب خان را به مقام دیوان بیگی، محمدجعفر خان را به عنوان قوللر آغاسی و سپهسالار، محمدحسین خان را ایشیک آغاسی، عنایت خان را تفنگچی باشی، حسنعلی خان را قورچی‌باشی و محمد مؤمن خان را به عنوان ناظر بیوتات برگزید.

## دوران پادشاهی
تاج‌گذاری شاه احمد باعث حساس شدن اشرف افغان به او و تلاش برای براندازی حکومتش بود. هلندی‌های حاضر در کرمان از اقدامات شاه احمد می‌نویسند: «در دربار جدید افراط می‌گساری رواج دارد و این شاه نیز مانند همتایان خود به تاراج، کلاشی و پوست کنی خلایق سرگرم است»

### نبرد شیراز
در این نبرد به گزارش هلندی‌ها شاه احمد ۲۰ هزار مرد جنگی داشت؛ او با محمدخان بلوچ به همراه جمع زیادی سربان افغان، بلوچ جنگید اما شکست خورد و تمامی سپاهیانش پراکنده شدند. شاه احمد پس از این ناکامی باوجود تلاش‌های پی‌درپی در شهرهای مختلف قلمرو حکومتی خود نتوانست نیرویی بیش از هزار نفر تجهیز نماید. در همین زمان اشرف افغان نیروهایی از افغان، بلوچ و کرد به سرداری عبدالله خان بلوچ برای جنگ با شاه احمد فرستاد.
شاه احمد به دلیل نداشتن نیروی کافی تصمیم گرفت به دربار شاه تهماسب پناهنده شود و راهی خراسان شد. او ابتدا نامه عذرخواهی برای شاه فرستاد سپس قلعه‌ای نوشت و سپس که قلعه دار آن را شاه تهماسب منصوب کرده بود، برای قرار دادن اسباب خود در آن‌جا تسخیر کرد. اما شاه تهماسب، طهماسب بیگ جلایر را برای حکم قتل یا اسیر یا اخراج احمد میرزا از مملکت تعیین کرد، تحریکات نادرقلی بیگ افشار باعث این واکنش بود.

### حکومت در بندرعباس
شاه احمد پس از آنکه شنید شاه تهماسب به سویش نیرو فرستاده خراسان را ترک کرد و راهی سیستان شد. وی در این منطقه نیز نتوانست نیرویی گردآوری کند سپس به لار بازگشت و از آن‌جا به بندرعباس رفت و آن‌حا را تسخیر کرد و برای محل حکومت خود حصار ایجاد کرد. او هم‌چنین با هلندی‌هاو انگلیسی‌های در این بندر مکاتبات متعددی داشت. او از مراکز تجاری و کشتی‌رانی دیدن می‌کرد و از هلندی‌ها و انگلیسی‌ها برای برای حضور در بندر پول دریافت می‌کرد.
رسیدن اخبار این اقدامات به اصفهان باعث شد تا اشرف نسبت به موقعیت جدید شاه احمد حساس شود و به همین دلیل سپاهی به فرماندهی زبردست خان به سمت وی فرستاد. شاه احمد با دریافت خبر حرکت سپاه از بندر عباس فرار کرد و قلعه حسن‌آباد در داراب رفت. در این زمان اشرف دستور داد سپاهی از اصفهان به سرداری تیمورخان کرد و شیراز به سرداری محمدخان بلوج راهی داراب شدند و قلعه محاصره شد. محاصره هشت ماه طول کشید، کمبود مواد غذایی و امکانات، باعث شد شاه احمد به تضمین‌های تیمورخان کُرد، فرمانده عزامی اشرف اعتماد کرده و تسلیم سپاه افغان شود.

## مرگ
شاه احمد بعد از تسلیم شدن به اصفهان منتقل شد. اشرف افغان با وی برخوردهای محترمانه‌ای داشت اما او با وجود همه تعهدات، در اواخر سال ۱۱۴۰ (۱۷۲۸. م) شاه احمد و برادرش عبدالائمه میرزا به دستور اشرف در کنار زاینده رود گردن زده شدند.

## شجره‌نامه
- پدر: ابوالقاسم میرزا
  - پدربزرگ: محمد داوود میرزا
    - مادر پدربزرگ: عزشرف بیگم
      - مادربزرگ پدربزرگ جهان‌بانو بیگم
- مادر: بیگم
  - پدربزرگ: ابراهیم میرزا
    - مادر پدربزرگ: آغا بیگم
      - پدربزرگ پدربزرگ شاه عباس یکم